# Ellen Wangerheim
Ellen Ingergerd Wangerheim (Boo, 1º settembre 2004) è una calciatrice svedese, attaccante dell'Hammarby e della nazionale svedese.

## Carriera

### Nazionale
Notata dalla Federcalcio svedese come potenziale nuovo elemento da inserire in organico con le proprie formazioni giovanili, Wangerheim inizia a essere convocata nel 2019, inizialmente per vestire la maglia della selezione under 15 in occasione della doppia sfida amichevole del 6 e 8 settembre con le pari età di Norvegia, alle quali segna la rete che riporta in parità l'incontro dopo quello di Mille Ivi Christensen nell'1-1 del secondo incontro, portando a 4, un mese più tardi con la doppia sfida con la Finlandia, le presenze con questa giovanile.
Dal 2021 è in organico sia con la under 18, per una doppia sfida, sempre in amichevole, con le pari età del Belgio, che per disputare il suo primo torneo ufficiale UEFA con l'under 19, inserita in rosa con la squadra che affronta le qualificazioni all'Europeo di Repubblica Ceca 2022, giocando 5 dei 6 incontri in programma nelle due fasi, e andando a rete con Polonia e Croazia nella fase élite, contribuendo all'accesso della sua nazionale alla fase finale, alla quale non ha potuto prendere parte a causa della rottura del legamento crociato rimediata in campionato.
Ritrova la maglia della nazionale nel 2023, con la selezione under 23, squadra con la quale aveva già disputato nel giugno 2021 il triangolare ad invito con Francia e Finlandia, mentre per la prima convocazione con la nazionale maggiore deve attendere maggio 2024, quando il commissario tecnico Peter Gerhardsson la inserisce in rosa per le sfide del 31 maggio e 4 giugno con l'Irlanda valide per le qualificazioni, nel gruppo 3 della Lega A, all'Europeo di Svizzera 2025, senza tuttavia essere impiegata. Per il debutto deve attendere ancora quasi un anno, il 4 aprile 2025, nella vittoria per 3-2 nella gara di andata del gruppo 4, lega A, della UEFA Women's Nations League 2025, entrando al 73' in sostituzione di Stina Blackstenius. In seguito Gerhardsson decide di concederle nuovamente fiducia inserendola nella rosa delle 23 giocatrici che disputano la fase finale di Euro 2025., seconda giocatrice più giovane della squadra e la giocatrice di movimento con il secondo minor numero di presenze internazionali.

## Palmarès

### Club
- Campionato svedese: 1

Hammarby: 2023
- Coppa di Svezia: 2

Hammarby: 2022-2023, 2024-2025